# Криївка-шпиталь на Хрещатій (УПА)
Криївка-шпиталь на Хрещатій — підпільна лікарня УПА, яка знаходилась на гірському масиві Хрещата у Західних Бескидах, найбільша з-поміж собі подібних. Функціонувала у період від вересня 1946 до січня 1947 року.

## Будівництво
За наказом командира 26-го ТВ «Лемко» Василя Мізерного-«Рена» його заступник, командир 2-го Перемиського куреня Микола Савченко-«Байда» мав вислати у Східну Лемківщиту чоту для будівництва криївки-шпиталю. Для цього завдання було обрано два рої сотні Михайла Дуди-«Громенка» «Ударники-2» під командуванням ройового Юрія Пашковського-«Чумака» та один рій сотні Ярослава Коцьолка-«Крилача» «Ударники-6» ройового «Шуліки». Сформована чота налічувала 28 вояків під загальним командуванням ройового Юрія Пашковського-«Чумака».
Для виконання завдання чота мала подолати понад сто кілометрів. Попри те, що у цьому терені діяли сотні Лемківського куреня, таке рішення було пов'язане з метою конспірації. Марш розпочався в Улючі, а далі прямував повз Тиряву, Мриголод, поміж Ліськом та Загір'ям, через Стежниці, Лубни та Рябе до Хрещатського масиву. Тут чота зголосилася до командування курінного Василя Мізерного-«Рена» у селі Воля Мигова, звідки у супроводі санітара «Мирона» рушила до місця призначення.
|  | "На другий день - пише Юрій Пашковський-"Чумак" - чотири стійкові вартували довкола табору, а в його середині йшла завзята праця. Зробили виміри на дві великі кімнати, кухню, магазин, і туалету. Одна кімната мала вимір 7×9 метрів, друга - 6×5, третя - 4×3, а для туалети призначалося місце недалеко потоку. Велику увагу звернули на маскування, використовуючи для цієї мети поблизькі дерева, пні, корчі, сухе листя тощо. Одні копали землю, другі носили з виселеного села Лубень бальки, а відпочинок фактично був лише на стійці. Один раз на тиждень господарський відділ привозив харчі й інші потрібні речі, лишаючи їх між кущами й не знаючи, для кого вони призначені. Важка і клопітлива праця тривала дванадцять годин щодня. Гору розкопали й вивезли з неї вниз, до потоку, сотні кубометрів землі, поки не дійшли до каменю, й то дуже твердого. Його розбивали молотами та залізними клинами... Нарешті одна кімната була накрита метровим шаром землі. Над нею поставили високу дупласту ялицю, що служила за комин. Із гірського потоку допровадили рурами попід землю воду, а відплив її через три кімнати й туалету був дуже зручно каналізований... Почалося маскування шпиталю іззовні. Помили дерева й гілля, щоб ніде не залишилося сліду свіжої землі, накрили поверхню старим листям, посадили багато малих кущиків та удекорували певні місця старими великими пнями, притягненими конем. Укінці все довкола виглядало настільки природно, що, здавалося, тут ніколи не ступала людська нога". |

Будівництво криївки-шпиталю тривало майже два місяці. Для того, щоб не викрити місця знаходження усім бійцям було заборонено покидати межі табору.
Щоб убезпечити шпиталь від викриття, при «поступлені» та «виписці» хворому зав'язували очі, аби, потрапивши в полон, він не міг виказати місце розташування шпиталю.

## Знищення
23 січня 1947 року польським військам вдалося відшукати криївку-шпиталь. Три лікарі, три санітарки та шість поранених вояків трималися в обложеній криївці цілу добу. Одинадцятеро оборонців останніми набоями повбивали себе, а дванадцятий повстанець спалив документи та підірвав шпиталь гранатою, аби ніщо не потрапило ворогові до рук.
У шпиталі були лікар «Рат», його дружина «Дора», помічник лікаря «Орест», санітарки «Пчілка» і «Калина», санітар «Арпад» та хворі, референт СБ «Гуцул», командир боївки «Мірник», стрільці з сотня «Бродича» «Сметана», «Лук», «Кавка», «Дружба», «Жук», з боївки «Шугая» — «Когут» та кілька бійців з сотні «Хріна».
Про те, як було викрито криївку у своїх спогадах пише стрілець сотні Романа Гробельського-«Бродича» Іван Дмитрик-«Лис»: «Стрілець „Журавель“, який свого часу був у нашій сотні, віз до шпиталика харчі. Тією самою стежкою проходив батальйон польського війська, і „Журавель“ попав їм просто в руки. Під звірським катуванням „Журавель“ зломився і виявив куди віз харчі».

За версією ройового Юрія Пашковського-«Чумака» викриття криївки виглядало наступним чином:
22 січня ввечері санітар Арпад й один із вилікуваних поранених піднесли маленькі дверцята входу до шпиталю й побачили, що надворі шаліє страшна завірюха. Рішили використати природні умовини й забезпечити шпиталь дровами на кілька днів… Вже добре стемніло, як друзі скінчили роботу й зачинили за собою сильне віко, а справу маскування залишили природі. Думали, що вітер загладить, а сніг прикриє. Але, на нещастя, сталося інакше… Саме у цей час ворог запланував на горі Хрещатій велику облаву… Наблизившись до терену, на якому знаходився упівський шпиталь, ворог зауважив чиїсь іще не зовсім засипані снігом сліди, що вели до великого старого пня. Почали обкопувати його й побачили, що він ворушиться. Штовхнули пень сильніше, завіси тріснули, пень перевернувся, а під ним показалася досить велика діра, тобто вхід до підземного шпиталю.
Зі спогадів Богдана Крука-«Мелодії»:
|  | Героїчний випадок, що мав місце 23 січня 1947 р. на горі Хрещатій (комплекс лісів Лемківщини біля Балигорода). Ворожий відділ, завдяки зраді, оточив силою 500 вояків на чолі з полковником санітарний пункт, де було 17 осіб, між якими був доктор "Рат", магістр "Орест", санітар "Арпад", 3 санітарки, хворі та поранені. Всі присутні у шпиталі на пропозицію ворога здатися відповіли пострілами. Намагаючись за всяку ціну здобути наших людей живими, ворог почав пляномірну облогу. На заклик: "Zdajcie sie, nic wam nie bendzie" ["Здавайтеся, вам нічого не зроблять"] наші оборонці відповіли пострілами з автоматів і гранатами. Як оповідав польський жовнір, що брав участь в облозі та згодом попав до нашого полону, оборонці вигукували образливі слова на адресу більшовицького уряду. Оборона тривала цілу добу. Вигуки "Слава Україні!" та останні глухі постріли в криївці дали зрозуміти, що медично-санітарний персонал і поранені, вистріливши всі набої, постріляли себе. |

## Вшанування пам'яті
У 2006 році побратими загиблих у глухому безлюдному масиві, де в навколишній місцевості на відстані 5-6 км не має жодної людської оселі, встановили бетонний обеліск у вигляді хреста із стилізованим тризубом і двомовним текстом українською й польською мовами: «Тут, на горі Хрищатій, спочивають вояки УПА, полягли 23.01.1947 р. в бою з відділом ПВ в обороні підпільної лікарні. Вічна пам'ять. Друзі по зброї. Хрищата. 2006 р.». Поруч було встановлено 7 маленьких безтекстових хрестів.
У 2008 році секретар Ради охорони пам'яті боротьби і мучеництва Республіки Польща Анжей Пшевознік та депутат Європарламенту від Польщі Анжей Запаловський звернулися до керівництва Підкарпатського воєводства провести інвентаризацію українських увічнень на території воєводства, конкретно вказуючи передусім увічнення — обеліск на горі Хрещата. У зверненнях зазначалося: якщо увічнення здійснені без відповідних погоджень — провести їх демонтаж.
У 2009 році, напередодні Воскресіння Христового, невідомі особи вчинили акт вандалізму щодо дуже скромного за формою увічнення місця загибелі поранених і хворих вояків УПА та медичного персоналу криївки-шпиталю на Хрещатій.